# Perpezac-le-Blanc
Perpezac-le-Blanc is een gemeente in het Franse departement Corrèze (regio Nouvelle-Aquitaine) en telt 405 inwoners (1999). De plaats maakt deel uit van het arrondissement Brive-la-Gaillarde.

## Geografie
De oppervlakte van Perpezac-le-Blanc bedraagt 19,2 km², de bevolkingsdichtheid is 21,1 inwoners per km².
De onderstaande kaart toont de ligging van Perpezac-le-Blanc met de belangrijkste infrastructuur en aangrenzende gemeenten.

## Demografie
Onderstaande figuur toont het verloop van het inwonertal (bron: INSEE-tellingen).